# Dexter il delicato
Dexter il delicato (Dexter is Delicious) è il quinto libro della saga di Dexter. Edito da Mondadori, è il seguito di Dexter l'esteta.

## Trama
Dexter deve fare i conti con la paternità, e sembra che per la prima volta stia diventando una persona normale. Ma quando il lavoro lo chiama ad indagare su una ragazza scomparsa, il suo istinto di killer sembra riemergere. Questa volta dovrà fare i conti con una banda di cannibali.

## Stile narrativo
Lo stile narrativo è, come in tutti gli altri romanzi, in prima persona, nonostante in più occasioni parli di se stesso in terza.

## Edizioni
Jeff Lindsay, Dexter il delicato, collana Il Giallo Mondadori, Mondadori, 2012.